# はじおつ。
『はじおつ。』は、卯花つかさによる日本の漫画作品。『まんがタイムきららフォワード』（芳文社）2010年11月号から2014年5月号まで連載された。ただし、作者が産休をとったため、2011年5月号から2012年1月号の長期に渡って休載していたことがある。題名の「はじおつ。」は「はじめてのおつきあい。」の略。

## あらすじ
ずっと女子校育ちで男は雑誌の写真ですら嫌いという極度な男性恐怖症の高校2年生・芦原向日葵は、友人からの薦めで度胸試しとして、通学途中いつもすれ違う他校の男子・甲斐悟に告白し、そして付き合うことになってしまった。そんな2人の恋の行方は…。

## 登場人物
主要人物のうち、女子3人（芦原向日葵、常磐柊子、樫野やえ）は名前に植物を表す漢字（芦、向日葵、柊、樫）が入っており、男子3人（甲斐悟、乙木寛介、丙崎晴周）は姓の頭文字が甲、乙、丙となっている。

### 主人公カップル
芦原 向日葵（あしはら ひまり）
本作の主人公かつヒロイン。小柄で小動物的な雰囲気の少女。高校2年生。
小中高と一貫して女子高通いで男性への理解や免疫が全くないため、極度の男性恐怖症に陥っている。
悟への告白自体は半ば強制だったが、告白した側としての責任感と向日葵自身が悟に興味を持ったことから交際には彼女なりに積極的な姿勢を見せている。
様々なイベントを通して徐々に悟に惹かれていくが、同時にこの交際が「度胸試し」という嘘の告白で始まったことに後ろめたさを感じて苦悩する。
甲斐 悟（かい さとる）
本作の主人公。背が高く無表情なので威圧的に見えがちだが、内面は不器用ながら非常に誠実で優しい少年。高校1年生。
向日葵の落し物を拾ってあげたことで彼女と面識を持ち、告白対象に選ばれる。
恋愛には疎いので友人2人の助言を受けつつ交際しているが、ちょっとおかしなアドバイスまで律儀に実行するので結果的に奇行に走ることもしばしばである。

### 向日葵の友人
常磐 柊子（ときわ しゅうこ）
向日葵の友人でクラスメート。かなりの巨乳の持ち主。
女子3名の中ではリーダー的ポジションで、彼女の発案で女子サイドの行動が決定されることが多い。向日葵が悟に告白するよう仕向けた張本人でもある。
向日葵に対して様々な助言を与えるが実際の恋愛経験はなく、ほとんどが漫画やゲームから得た知識なので効果のほどは毎回微妙。
恋愛に対して憧れを持っており、当初は悪意こそないものの向日葵の交際を見守ることで自分の好奇心を満たしている節があった。しかし向日葵が悟に罪悪感を持っていることに関しては発案者として責任を感じており、2人が普通のカップルとして上手くいくよう祈っている。
樫野 やえ（かしの やえ）
向日葵の友人でクラスメート。ボーイッシュなメガネっ娘。
向日葵を溺愛しており、悟との交際には否定的だった。しかしそれが向日葵に対して良い影響を与えていることを認めてからは態度を軟化させている。
悟のことも当初は「馬野骨男」と呼んで過剰に悪いイメージで捉えていたが、実際に悟と会ってその実態を知ったことで認識を改め、徐々に2人の仲を応援するようになる。

### 悟の友人
乙木 寛介（おとぎ かんすけ）
悟の友人でクラスメート。言動は一見軽薄に見えるが、実際は恋人や友人を大切にする情に厚い少年。
主要メンバー内では唯一本編開始以前からの恋人持ちで、交際に関しては友人2人がしばしば慄くほどの本気っぷりを発揮する。
経験に基づいた助言で悟にとっての良きアドバイザーとなっている。
丙崎 晴周（ひのざき はるとも）
悟の友人でクラスメート。落ち着きのない性格だが人を見る目は確かなものを持っている。
寛介と共に悟の交際に助言を行うが恋愛経験がないためにやや空回り気味で、逆に友人2人の恋愛談を聞いて精神的ダメージを負ってしまうことも。
大食い&早食いなど、向日葵が想像する「怖い男子像」に重なる要素を備えているため、彼女からはやや苦手意識を持たれている。

### その他の登場人物
常磐ママ
柊子の母親。外見、性格共に若々しく、向日葵たちがお泊りに来ると聞いて張り切って大量の料理を作ってしまうなど子供っぽい一面を持つ。
幻の彼女
寛介の恋人。寛介から非常に大切にされており、「見せると減る」との理由から悟たちも会わせてもらっていない。

## 書誌情報

### 単行本
1. 2012年6月12日発売 ISBN 978-4-8322-4158-9
2. 2012年7月12日発売 ISBN 978-4-8322-4168-8
3. 2013年5月11日発売 ISBN 978-4-8322-4297-5
4. 2013年11月12日発売 ISBN 978-4-8322-4368-2
5. 2014年4月12日発売 ISBN 978-4-8322-4426-9